# Municipio Allende (Chihuahua)
Koordinaten: 27° 3′ N, 105° 20′ W
Allende ist ein Municipio mit gut 8400 Einwohnern im mexikanischen Bundesstaat Chihuahua. Das Municipio erstreckt sich über eine Fläche von 2136,8 km². Verwaltungssitz und größter Ort im Municipio ist Valle de Ignacio Allende. 
Einst trug das Municipio den Namen Valle de Allende. Das Municipio trägt seinen Namen ebenso wie sein Hauptort zu Ehren des mexikanischen Revolutionärs Ignacio Allende.

## Geographie
Das Municipio Allende liegt im Südosten des Bundesstaats Chihuahua auf einer Höhe zwischen 1300 m und 2100 m. Es zählt zu 97,6 % zur physiographischen Provinz der Sierras y Llanuras del Norte, der Rest zur Sierra Madre Occidental. Die Gemeindefläche liegt zur Gänze in der hydrologischen Region Bravo-Conchos und entwässert damit in den Golf von Mexiko. Die Geologie des Municipios wird mit über 37,7 % von Alluvionen bestimmt bei 34,2 % Konglomeratgestein und 18 % Basalt; vorherrschende Bodentypen im Municipio sind der Calcisol (49 %), Leptosol (16 %) und Phaeozem (11 %). 52 % der Gemeindefläche dienen als Weideland, 36 % werden von Gestrüpplandschaft eingenommen, 10 % werden ackerbaulich genutzt.
Das Municipio ist umgeben von den Municipios Hidalgo del Parral, Valle de Zaragoza, San Francisco de Conchos, Camargo, Jiménez, López, Coronado und Matamoros.

## Bevölkerung
Beim Zensus 2010 wurden im Municipio 8409 Menschen in 2506 Wohneinheiten gezählt. Davon wurden 88 Personen als Sprecher einer indigenen Sprache registriert, davon 68 Sprecher der Tarahumara-Sprache. Etwa 4,5 % der Bevölkerung waren Analphabeten. 3264 Einwohner wurden als Erwerbspersonen registriert, wovon ca. 75 % Männer bzw. ca. 4,7 % arbeitslos waren. 7,2 % der Bevölkerung lebten in extremer Armut.

## Orte
Das Municipio Allende umfasst 46 bewohnte localidades, von denen lediglich der Hauptort vom INEGI als urban klassifiziert ist. Zwölf Orte wiesen beim Zensus 2010 eine Einwohnerzahl von über 100 auf. Die größten Orte sind:
| Ort                            | Einwohner |
| Valle de Ignacio Allende       | 4185      |
| Pueblito de Allende            | 1381      |
| Talamantes                     | 0512      |
| San Antonio del Alto Corralejo | 0324      |